# Napf
De Napf is een berg van 1.408 meter hoogte in het noordwesten van de Emmentaler Alpen op de grens van de Zwitserse kantons Bern en Luzern.
De Napf is het hoogste punt van het Napfgebiet (Napf-regio), het heuvelachtige gebied tussen Bern en Luzern. Het wordt geologisch gerekend tot het Zwitserse plateau, hoewel het geografisch wordt beschouwd als onderdeel van de Emmentaler Alpen. De regio wordt begrensd door het Emmental in het zuidwesten en het Entlebuch in het oosten. De flanken van de Napf zijn vindplaatsen van Nagelfluh, conglomeraatgesteenten onderdeel van het Zwitserse Molassebekken.
De top is omgeven door steile heuvels die een lappendeken zijn van groenblijvende bossen en kleine bergboerderijen. Nabijgelegen woonkernen zijn Fankhaus, Romoos, Doppleschwand, Michlischwand, Luthern en Menzberg.
Het bergrestaurant dicht bij de top bevindt zich in het kanton Bern (gemeente Trub).
Cultureel gezien wordt de regio doorkruist door de Brünig-Napf-Reusslinie, wat zich uit in taalverschillen (in het Hoogalemannisch dialect) als in een verschil van gebruiken en gewoonten.